# 타사 다 리가
포르투갈 이외의 국가에는 포르투갈 리그컵으로도 알려져 있는 타사 다 리가(Taça da Liga)는 포르투갈 프로축구 연맹(LPFP)이 주관하는 토너먼트 형식의 축구 대회이다. 포르투갈 축구 리그 시스템상 상위 2단계에 해당하는 프리메이라리가와 세군다리가 팀들만 참가할 수 있다. 프랑스와 잉글랜드와는 달리 우승팀에게 유럽 대항전 진출 자격이 주어지지 않는다.

## 결승전
| 시즌    | 우승     | 점수                | 준우승             | 날짜            | 경기장                                     |
| ------- | -------- | ------------------- | ------------------ | --------------- | ------------------------------------------ |
| 2007-08 | 비토리아 | 0-0 (3-2, 승부차기) | 스포르팅           | 2008년 3월 22일 | 파루, 이스타디우 알가르브                  |
| 2008-09 | 벤피카   | 1-1 (3-2, 승부차기) | 스포르팅           | 2009년 3월 21일 | 파루, 이스타디우 알가르브                  |
| 2009-10 | 벤피카   | 3-0                 | 포르투             | 2010년 3월 21일 | 파루, 이스타디우 알가르브                  |
| 2010-11 | 벤피카   | 2-1                 | 파수스 드 페헤이라 | 2011년 4월 23일 | 코임브라, 이스타디우 시다드 드 코임브라    |
| 2011-12 | 벤피카   | 2-1                 | 질 비센테          | 2012년 4월 14일 | 코임브라, 이스타디우 시다드 드 코임브라    |
| 2012-13 | 브라가   | 1-0                 | 포르투             | 2013년 4월 13일 | 코임브라, 이스타디우 시다드 드 코임브라    |
| 2013-14 | 벤피카   | 2-0                 | 히우 아브          | 2014년 5월 7일  | 레이리아, 이스타디우 Dr. 마갈량이스 페소아 |

## 같이 보기
- 타사 드 포르투갈
- 축구 대회 목록